# Bettino Ricasoli
Bettino Ricasoli (n. 9 martie 1809, Florența, Franța – d. 23 octombrie 1880, Castello di Brolio⁠(d), Toscana, Italia) a fost un politician italian. El a fost o figură centrală în politica Italiei în timpul și după unificarea Italiei. A condus Partidul Moderat.

## Biografie
Ricasoli s-a născut în Florența. Lăsat orfan la optsprezece ani cu o moșie puternic îndatorată, a fost declarat major prin decret special al marelui duce de Toscana și i s-a încredințat tutela fraților săi mai mici. Era catolic.
Întrerupându-și studiile, s-a retras la Brolio și, printr-o gestionare atentă, a despovărat bunurile familiei de datorii. În 1847 a fondat jurnalul La Patria și i-a adresat marelui duce un memorial în care sugera remedii pentru dificultățile statului. În 1848 a fost ales Gonfalonier al Florenței, dar a demisionat din cauza tendințelor antiliberale ale marelui duce.
În calitate de ministru toscan de interne în 1859 a promovat unirea Toscanei cu Piemontul, care a avut loc la 12 martie 1860. Ales deputat italian în 1861, i-a succedat lui Cavour în funcția de premier. În calitate de premier, a admis voluntarii garibaldini în armata regulată, a revocat decretul de exil împotriva lui Mazzini și a încercat reconcilierea cu Vaticanul; dar eforturile lui au fost făcute ineficiente de non possumus al papei.
Disprețuind intrigile rivalului său Rattazzi, el a fost obligat în 1862 să demisioneze, dar a revenit la putere în 1866. Cu această ocazie a refuzat oferta lui Napoleon al III-lea de a ceda Veneția Italiei cu condiția ca Italia să abandoneze alianța prusacă și a refuzat, de asemenea, decorația prusacă a Vulturului Negru, deoarece La Marmora, autorul alianței, nu voia să o primească.
La plecarea trupelor franceze din Roma la sfârșitul anului 1866 el a încercat din nou să concilieze Vaticanul cu o convenție, în virtutea căreia Italia ar fi restituit Bisericii proprietatea ordinelor religioase suprimate în schimbul plății treptate a 24.000.000. Pentru a liniști Vaticanul el a acordat exequaturul celor patruzeci și cinci de episcopi ostili regimului italian. Vaticanul a acceptat propunerea sa, dar Camera italiană s-a dovedit refractară și, deși a fost dizolvată de Ricasoli, a revenit mai ostilă decât înainte. Fără să aștepte votul, Ricasoli și-a dat demisia din funcție și de atunci a dispărut practic din viața politică, vorbind în Cameră doar în rare ocazii. A murit la Castello di Brolio la 23 octombrie 1880.
Baronul a creat rețeta modernă a vinului Chianti; deși i se atribuie adesea în mod eronat o formulă de procente specifice de struguri, trecerea lui la concentrarea pe Sangiovese ca strugurii principali din amestec ar avea implicații de durată atât pentru vinul toscan, cât și pentru cel italian. Firma cu numele de familie (Ricasoli 1141) încă mai produce vin la Brolio.
Viața sa privată și cariera publică au fost marcate de cea mai mare integritate și de o austeritate rigidă care i-a adus numele de Baronul de Fier. În ciuda eșecului schemei sale ecleziastice, el rămâne una dintre cele mai demne figuri ale Risorgimento-ului italian.